# Валериј Свјатоха
Валериј Свјатоха (блр. Валерый Святоха; 1981) је белоруски атлетичар специјалиста за бацање кладива.
У почетку каријере освојио је бронзану медаљу на Летњој универзијади 2005. у Измиру. Следеће године у Бресту поставља свој лични рекорд 81,49 м.
Од великих такмичења учествовао је на Олимпијским играма 2008. у Пекингу, Европском првенству 2010. у Барселони и Светском првенству 2011. у Тегуу, али без већег успеха. Најближи медаљи је био на Европском првенству 2010. када је заузео четврто место.